# Alfa Romeo 500
L'Alfa Romeo 500 était un camion de catégorie moyenne polyvalent fabriqué par le constructeur italien Alfa Romeo V.I. de 1937 à 1944.
L'Alfa 500 répondait aux critères du décret du 14 juillet 1937 sur les camions unifiés, bien qu'il fût conçu avant sa publication.
En 1937, le gouvernement italien décida d'homogénéiser la production des camions civils afin de les rendre facilement aptes à une utilisation militaire en cas de réquisition. C'est ainsi que naquirent les autocarri unificati, ou « camions unifiés », produits sur le même modèle tant pour un usage civil que militaire. Le décret n°1809 du 14 juillet 1937 définissait deux catégories : les camions lourds, dont le poids en charge ne devait pas dépasser 12 000 kg, dont 6 000 kg de charge utile, et les camions légers (considérés comme moyens à partir de 1940), avec un poids en charge de 6 500 kg et une charge utile de 3 000 kg.
Ce véhicule fut fabriqué pendant huit ans et a été décliné en version civile et militaire. Le constructeur en dérivera une version spéciale autobus destinée aux carrossiers industriels qui construiront des carrosseries spécifiques. Il couvre la gamme moyenne de transport de 8 à 10 tonnes.

## Histoire
L'Alfa Romeo 500 était un camion situé au milieu de la gamme du constructeur milanais Alfa Romeo. Il disposait d'une ligne de cabine très aérodynamique qui fut retouchée et améliorée au fil du temps. Ce sera le dernier camion avec une cabine à capot. Ce camion sera le premier à être fabriqué dans la nouvelle usine de Portello à Milan.
L’Alfa Romeo 500, dans sa version civile, a été largement utilisé par le Regio Esercito (armée Royale italienne) au cours de la Seconde Guerre mondiale sous le sigle “Alfa 500 DR”. Il a été utilisé sur le front oriental de la Campagne de Russie de 1941-1945 avec la 8e armée italienne et, dans sa version blindée, dans la campagne des Balkans.
Le châssis fut également utilisé pour des autobus militaires.
Entre 1937 et 1940, l’Alfa Romeo 500 fut aussi utilisé par le  Corps National des Pompiers italiens.
Après l'invasion de l'Éthiopie et les sanctions contre l'Italie qui s'ensuivirent, Alfa Romeo développa des versions autarciques de ses camions fonctionnant au bois et au méthane.
La version au gazogène, désignée 500 G (pour Gassogeno), fut réservée au marché intérieur, le bois de qualité n'étant pas disponible en quantité suffisante dans les colonies. Pour compenser la baisse de 12 % des prestations, la cylindrée fut augmentée à 6,700 cm3 permettant d'obtenir une puissance de 70 ch. Le générateur de gaz type "Roma" avait une capacité de 100 à 140 kg de bois. En aval du générateur, le gaz passait par un réfrigérant à air et plusieurs étages de filtres avant d'entrer dans le moteur. L'installation des générateurs était réalisée par la société ILM, créée conjointement par Alfa Romeo et SOTERNA.
Sur l'Alfa 500 M fonctionnant au méthane, la puissance passait de 75 ch à 80 ch. Malgré cela, le 500 M ne rencontra pas le succès escompté à cause d'un réseau de distribution de gaz insuffisant. En conséquence, les Alfa 500 G et M furent en majorité utilisés en tant qu'autobus.

## L'Alfa Romeo 500 en synthèse
L'Alfa Romeo 500 disposait d'un choix de trois carburants : essence, diesel ou gaz.
La version diesel était équipée du moteur 6 cylindres en ligne Alfa Romeo F6M de 6,126 cm3 de cylindrée, il disposait d'une puissance énorme pour l'époque de 75 chevaux à 2 000 tours par minute.
Comme tous les poids lourds immatriculés sur le territoire italien jusqu'en 1974, la conduite est à droite.
Comme pour tous les autres modèles de la marque, on utilisait les versions châssis bruts surbaissés pour les autocars/autobus reprenant les composants mécaniques principaux du camion.

## La gamme Alfa Romeo 500
La gamme Alfa 500 comprenait :
- Alfa 500 de base, 1937-38, camion 4x2, moteur diesel, fabriqué à 1.481 exemplaires,
- Alfa 500 G, avec moteur gazogène
- Alfa 500 RM, version avec moteur fonctionnant au gaz méthane avec châssis renforcé,
- Alfa 500 RB, version avec châssis renforcé et moteur essence,
- Alfa 500 AL, châssis surbaissé et allongé pour autobus, moteur diesel,
- Alfa 500 RE, version militaire spéciale produite entre 1943 et 1944 à 357 exemplaires avec châssis renforcé aux dimensions spécifiques et moteur essence.

## Les Alfa 500 Autocar et autobus
Les autobus et autocars étaient construits sur des châssis Alfa 500 A, AP (à trois essieux) et AL ainsi que leurs dérivés à essence, au méthane ou au gazogène. Leurs carrosseries étaient réalisées par les carrossiers spécialisés notamment : Macchi et Varesina de Varese, Esperia et Orlandi de Brescia et Viberti de Turin. De nombreux autocars furent exportés dans les colonies italiennes d'Afrique orientale.

### Caractéristiques techniques
| Type        | Longueur (mm) | Empattement (mm) | Largeur (mm) | Hauteur (mm) | Poids à vide (kg) | Charge utile (kg) | Moteur                 | Type carburant | Cylindrée (cm3) | Puissance (ch DIN à tr/min) | Vitesse (km/h) |
| Alfa 500    | 7.148         | 4.500            | 2.200        | 2.246        | 3.750             | 4.250             | AR F6M 313 6 cylindres | Diesel         | 6.126           | 75 à 2.000                  | 56             |
| Alfa 500 G  | 7.148         | 4.500            | 2.200        | 2.246        | 4.000             | 4.000             | AR BG 6 cylindres      | Gazogène       | 6.700           | 70 à 2.250                  | 64             |
| Alfa 500 RM | 7.270         | 4.500            | 2.200        | 2.246        | 5.640             | 3.040             | AR BG6M 6 cylindres    | Essence        | 6.126           | 80 à 2.000                  | 45             |
| Alfa 500 RB | 7.148         | 4.500            | 2.200        | 2.246        | 4.000             | 4.500             | AR BG6B 6 cylindres    | Essence        | 6.126           | 90 à 2.000                  | 80             |
| Alfa 500 AL | 8.630         | 5.000            | 2.400        | 2.246        | -                 | -                 | AR F6M 313 6 cylindres | Diesel         | 6.126           | 75 à 2.000                  | 68             |
| Alfa 500 RE | 7.020         | 4.200            | 2.069        | 2.250        | 3.800             | 3.200             | AR F6M 313 6 cylindres | Diesel         | 6.126           | 75 à 2.000                  | 45             |